# تابل (خلطة)
التابل عبارة خلطة بهارات تستخدم في المطبخ التونسي والمطبخ الجزائري تتكون من بذور الكزبرة والكراويا ومسحوق الثوم ومسحوق الفلفل الحار.